# Вийо, Жан-Мари
Жан-Мари Вийо (фр. Jean-Marie Villot; 11 октября 1905, Сен-Аман-Талленд, Франция — 9 марта 1979, Ватикан) — французский куриальный кардинал. Архиепископ Лиона с 17 января 1965 по 7 апреля 1967. Префект Священной Конгрегации Собора с 7 апреля 1967 по 2 мая 1969. Государственный секретарь Святого Престола, председатель Совета по Общественным делам Церкви, председатель Папской комиссии по делам государства-града Ватикана, председатель Администрации церковного имущества Святого Престола со 2 мая 1969 по 9 марта 1979. Камерленго Римско-католической церкви с 16 октября 1970 по 9 марта 1979. Председатель Папского Совета Cor Unum с 15 июля 1971 по 4 сентября 1978. Кардинал-священник с 22 февраля 1965, с титулом церкви Сантиссима-Тринита-аль-Монте-Пинчо с 25 февраля 1965 по 12 декабря 1974. Кардинал-епископ Фраскати с 12 декабря 1974 по 9 марта 1979.

## Ранняя жизнь
Родился Жан-Мари Вийо 11 октября 1905 в городке Сен-Аман-Талленд, епархия Клермон-Ферран, во Франции. Единственный ребёнок Жозефа Вийо и Мари Лавиль.

## Епископ, архиепископ, кардинал
2 сентября 1954 года избран титулярным епископом Винды и назначен вспомогательным епископом Парижа. Рукоположён в сан епископа 12 октября 1954 года, в кафедральном соборе Парижа Нотр-Дам-де-Пари. Хиротонию возглавлял кардинал Морис Фельтен, архиепископ Парижа, которому помогали Эмиль-Морис Герри, архиепископ Камбре, и Пьер-Абель-Луи Шапот-де-ла-Шанонье, епископ Клермона. Его епископским девизом был Auxilio Domino (С помощью Господа).
17 декабря 1959 года назначен титулярным архиепископом Боспоро и коадъютором, с правом наследования, Лиона. В 1962—1964 годы — заместитель секретаря Второго Ватиканского Собора. С 17 января 1965 года — архиепископ Лиона.
Возведён в сан кардинала-священника на Консистории от 22 февраля 1965 года, получил красную шапку и титул церкви Сантиссима-Тринита-аль-Монте-Пинчо, 25 февраля 1965 года.

## На работе в Римской курии
7 апреля 1967 года Папой Павлом VI назначен кардиналом-префектом Священной Конгрегации Собора. 2 мая 1969 года назначен государственным секретарём Святого Престола, префектом Совета по общественным делам Церкви, председателем Папской Комиссии по делам государства-града Ватикана, председателем Администрации церковного имущества Святого Престола. 16 октября 1970 года назначен Камерленго Святой Римской Церкви. Председатель Папского Совета Cor Unum с 15 июля 1971 года по 4 сентября 1978 года. 12 декабря 1974 года возведён в сан кардинала-епископа с титулом субурбикарной епархии Фраскати.
Участник Конклава 25-26 августа 1978 года, на котором был избран Папа Иоанн Павел I. Участник Конклава 14-16 октября 1978 года, на котором был избран Папа Иоанн Павел II.

## Награды
- Кавалер Большого креста ордена «За заслуги перед Итальянской Республикой» (1972)[4]